# Ascotis wollastoni
Ascotis wollastoni är en fjärilsart som beskrevs av Bethune-Baker 1891. Ascotis wollastoni ingår i släktet Ascotis och familjen mätare. Inga underarter finns listade i Catalogue of Life.